# PGC 14
PGC 14 je eliptična galaksija v ozvezdju Rib. Njen navidezni sij je 15,5m. Od Sonca je oddaljena približno 159 milijonov parsekov, oziroma 518,59 milijonov svetlobnih let.